# (211) Isolda
(211) Isolda ist ein Asteroid des äußeren Hauptgürtels, der am 10. Dezember 1879 vom österreichischen Astronomen Johann Palisa an der Marine-Sternwarte Pola in Istrien entdeckt wurde.
Der Asteroid wurde möglicherweise benannt nach Isolde, der Figur der frühmittelalterlichen Artussage, die in der Oper „Tristan und Isolde“ (1865) von Richard Wagner verewigt wurde. Die Benennung erfolgte auf Vorschlag der Frau von Karl Friesach (1821–1891), Professor für Mathematik in Graz.

## Wissenschaftliche Auswertung
Aus Daten radiometrischer Beobachtungen in Infraroten aus den Jahren 1974 vom Cerro Tololo Inter-American Observatory in Chile und 1976 vom Mount-Lemmon-Observatorium in Arizona wurden für (211) Isolda erstmals Werte für den Durchmesser und die Albedo von 166 km und 0,03 bestimmt. Mit den Ergebnissen der IRAS Minor Planet Survey (IMPS) wurden dann 1992 Angaben zu Durchmesser und Albedo für zahlreiche Asteroiden abgeleitet, darunter auch (211) Isolda, für die damals Werte von 143,2 km bzw. 0,06 erhalten wurden. Eine radarastronomische Beobachtung an Arecibo-Observatorium am 21. Dezember 2001 bei 2,38 GHz ergab einen effektiven Durchmesser von 143 ± 16 km. Eine Auswertung von Beobachtungen durch das Projekt NEOWISE im nahen Infrarot führte dann 2011 zu vorläufigen Werten für den Durchmesser und die Albedo im sichtbaren Bereich von 143,0 km bzw. 0,06. Ein Vergleich von Daten, die von 1978 bis 2011 an der Sternwarte Ondřejov in Tschechien und am Table Mountain Observatory in Kalifornien gesammelt wurden, mit den Daten von NEOWISE führte 2012 zu einer Korrektur der Werte für den Durchmesser und die Albedo auf 143,0 km bzw. 0,06. Nachdem die Werte nach neuen Messungen mit NEOWISE 2012 auf 154,2 km bzw. 0,05 geändert worden waren, wurden sie 2014 auf 141,1 km bzw. 0,06 korrigiert.
Photometrische Beobachtungen des Asteroiden erfolgten am 1. Dezember 1980 am Osservatorio Astronomico di Torino in Italien. Der Beobachtungszeitraum von etwa 7 ½ Stunden war aber zu kurz, um aus der Lichtkurve eine Rotationsperiode zu bestimmen. Dies gelang kurz darauf nach Beobachtungen am Table Mountain Observatory vom 15. Dezember 1980 bis 1. Februar 1981, als aus der Lichtkurve eine Rotationsperiode von 18,365 h abgeleitet wurde. Aus Messungen im Oktober 1990 und Januar 1992 am La-Silla-Observatorium in Chile wurden nur drei unvollständige Lichtkurven gewonnen, aus denen keine Rotationsperiode bestimmt werden konnte. Auch in der Ukraine konnten aber aus den archivierten Daten der Jahre 1980 bis 1992 für (211) Isolda eine Rotationsperiode von 18,360 h abgeleitet werden. Es wurde auch eine Ausrichtung der Rotationsachse nahe zur Ebene der Ekliptik gelegen sowie die Achsenverhältnisse eines dreiachsig-ellipsoidischen Gestaltmodells für den Asteroiden bestimmt.
Abschätzungen von Masse und Dichte für (211) Isolda ergaben in einer Untersuchung von 2012 eine Masse von etwa 4,49·1018 kg und mit einem angenommenen Durchmesser von etwa 150 km eine Dichte von 2,54 g/cm³ bei keiner Porosität. Die Werte besitzen eine Unsicherheit von ±55 %